# Vilangudi
Vilangudi là một thị xã panchayat của quận Madurai thuộc bang Tamil Nadu, Ấn Độ.

## Nhân khẩu
Theo điều tra dân số năm 2001 của Ấn Độ, Vilangudi có dân số 21.073 người. Phái nam chiếm 50% tổng số dân và phái nữ chiếm 50%. Vilangudi có tỷ lệ 83% biết đọc biết viết, cao hơn tỷ lệ trung bình toàn quốc là 59,5%: tỷ lệ cho phái nam là 87%, và tỷ lệ cho phái nữ là 79%. Tại Vilangudi, 8% dân số nhỏ hơn 6 tuổi.